# Antipalpus kochi
Antipalpus kochi är en tvåvingeart som beskrevs av Meijere 1913. Antipalpus kochi ingår i släktet Antipalpus och familjen rovflugor. Inga underarter finns listade i Catalogue of Life.